# Music Hole
Music Hole (w wolnym tłumaczeniu "Muzyczny otwór") - album francuskiej piosenkarki Camille wydany 7 kwietnia 2008. Tytuł albumu nawiązuje do formy wykonywanej muzyki - poprzez "użycie wszystkich otworów ludzkiego ciała".

## Utwory
Album zawiera 12 utworów:
- "Gospel With No Lord" - 3:35
- "Canards Sauvages" - 3:43
- "Home is Where it Hurts" - 4:23
- "Kfir" - 3:44
- "The Monk" - 6:42
- "Cats and Dogs" - 3:29
- "Money Note" - 6:18
- "Katie's Tea" - 2:44
- "Winter's Child" - 4:49
- "Waves" - 5:31
- "Sanges Sweet" - 4:42
- "I Will Never Grow Up" (bonus tylko w wersji cyfrowej) - 4:48

W wersji CD, utwór Sanges Sweet posiada track gap - ciszę trwającą ok. 16 minut. Około jedenastej minuty pojawia się krótki zwrot Camille "Merci" (Dziękuję).
Teksty piosenek: Camille oraz Dominique Dalcan, z wyjątkiem utworu 3. (Camille). Kompzycja: Camille i MaJiKer, z wyjątkiem utworów: 2. i 10. (Camille) oraz utworu 7. (Camille i Rainy Orteca).

## Listy przebojów
- Belgia (Walonia) - 7. miejsce[2]
- Francja - 5. miejsce[2]
- Szwajcaria - 25. miejsce[2]